# 121e division d'infanterie (Empire allemand)
Pour les articles homonymes, voir 121e division d'infanterie.
La 121e division d'infanterie est une unité de l'armée allemande créée en 1915 qui participe à la Première Guerre mondiale. Stationnée dans un premier temps en Lorraine, elle participe aux combats du Bois-le-Prêtre. En 1916, la division combat lors de la bataille de Verdun sur la rive droite vers le village de Vaux. En juillet 1916, elle est en première ligne lors de la bataille de la Somme ; puis elle est transférée sur le front de l'est. Elle participe aux derniers combats de l'offensive Broussilov.
En mai 1917, la 121e division est transférée sur le front de l'ouest. En août, elle est présente à Ypres et subit de lourdes pertes par l'artillerie britannique, elle est ensuite stationnée dans un secteur calme, en Lorraine. En mai 1918, elle est de nouveau présente dans les Flandres. Au cours de l'été, elle combat dans la Somme et sur l'Ailette ; durant l'automne elle participe aux combats défensifs en Artois. Après la signature de l'armistice, la division est transférée en Allemagne et dissoute durant l'année 1919.

## Première Guerre mondiale

### Composition

#### 1915 - 1916
- 241e brigade d'infanterie

60e régiment d'infanterie (de)
7e régiment d'infanterie de réserve
56e régiment d'infanterie de réserve
- 2e et 3e escadrons du 12e régiment de chasseurs à cheval
- 241e régiment d'artillerie de campagne
- 241e compagnie de pionniers

#### 1917
- 241e brigade d'infanterie

60e régiment d'infanterie
7e régiment d'infanterie de réserve
56e régiment d'infanterie de réserve
- 2e et 3e escadrons du 12e régiment de chasseurs à cheval
- 131e commandement d'artillerie divisionnaire

241e régiment d'artillerie de campagne
- 121e bataillon de pionniers

#### 1918
- 241e brigade d'infanterie

60e régiment d'infanterie
7e régiment d'infanterie de réserve
56e régiment d'infanterie de réserve
- 2e et 3e escadrons du 12e régiment de chasseurs à cheval
- 131e commandement d'artillerie divisionnaire

241e régiment d'artillerie de campagne
85e bataillon d'artillerie à pied
- 121e bataillon de pionniers

### Historique
la 121e division d'infanterie est formée du 60e régiment d'infanterie issu de la 31e division d'infanterie, du 7e régiment d'infanterie de réserve issu de la 9e division de réserve et du 56e régiment d'infanterie de réserve issu de la 13e division de réserve.

#### 1915
- 15 mars - 8 avril : formation dans la région de Saint-Avold et de Faulquemont, instruction.
- 9 avril - 6 mai : mouvement vers Thiaucourt, Euvezin et le bois de Mort Mare.
- 6 mai 1915 - 1er mars 1916 : occupation d'un secteur au Bois le Prêtre, actions locales continuelles et violentes[1].

#### 1916
- 1er - 15 mars : retrait du front, repos dans la région de Metz.
- 15 mars - 20 avril : mouvement vers le front, engagée dans la bataille de Verdun, occupation d'un secteur face à Vaux-devant-Damloup.

1er avril : attaque et prise du village de Vaux-devant-Damloup.
11 avril : attaque et progression entre les villages de Vaux-devant-Damloup et de Douaumont avec de très lourdes pertes.
- 20 avril - 15 mai : retrait du front, transport dans la région de Saint-Avold, repos.
- 16 mai - 4 juillet : transport par V.F. par Sedan, Charleville, Hirson et Bohain-en-Vermandois pour atteindre Péronne[1], occupation d'un secteur sur la rive gauche de la Somme.

1er - 4 juillet : engagée dans la bataille de la Somme face aux troupes françaises, la division déplore des pertes importantes et de nombreux prisonniers.
- 4 - 8 juillet : retrait du front, réorganisation et repos.
- 8 - 16 juillet : transport par V.F. vers le front de l'est, par Aix-la-Chapelle, Cologne, Toruń, Varsovie pour atteindre Brest-Litovsk[1].
- 16 - 27 juillet : combats le long de la Styr et du Stochid.
- 28 juillet - 4 novembre : engagée en renfort pour contrer l'offensive Broussilov, puis occupation et organisation du terrain.
- 5 novembre - 12 décembre : occupation d'un secteur le long de la Styr et du Stochid.
- 12 décembre 1916 - 17 mai 1917 : mouvement de rocade, occupation d'un secteur vers Krewo, Smarhon, le lac Naratch et Tverečius.

#### 1917
- 17 - 25 mai : retrait du front et concentration, transport par V.F. à partir du 20 mai vers le front de l'ouest par Vilnius, Tcherniakhovsk, Allenstein, Bromberg, Landsberg, Berlin, Stendal, Minden, Düsseldorf, Aix-la-Chapelle, Verviers, Liège, Bruxelles, Audenarde pour atteindre Elsegem[1].
- 25 mai - 10 juin : repos et instruction dans la région d'Elsegem.
- 10 juin - 8 août : transport par V.F. dans la région de Cambrai. Occupation à partir du 12 juin d'un secteur dans la région de Mœuvres.
- 9 août - 21 septembre : mouvement de rocade, transport par V.F. dans la région d'Ypres. Engagée à partir du 19 août dans la bataille de Passchendaele au sud de la voie ferrée reliant Ypres à Roulers, nombreuses pertes dues à l'artillerie britannique.

20 septembre : attaque britannique.
- 22 septembre - 1er octobre : retrait du front, repos et réorganisation.
- 2 octobre 1917 - 10 avril 1918 : transport par V.F. en Lorraine, occupation d'un secteur dans les Hauts de Meuse, secteur des Éparges, ravin de Malochis.

#### 1918
- 11 - 26 avril : retrait du front, repos. Concentration à Conflans ; le 24 avril transport par V.F. par Sedan, Charleville, Hirson, Valenciennes pour atteindre Pont-à-Marcq[2].
- 27 avril - 21 mai : à partir du 2 mai, relève de la 10e division de remplacement (en)[2] et occupation d'un secteur vers Dranouter puis dans le secteur de Locre, engagée dans les derniers combats de la bataille de la Lys.
- 21 mai - 19 juin : relevée par la 16e division d'infanterie bavaroise[2], repos.
- 19 juin - 7 juillet : mouvement vers le front, occupation d'un secteur vers Dranouter.
- 7 - 31 juillet : retrait du front, repos dans la région de Tourcoing.
- 31 juillet - 8 août : transport par V.F. par Courtrai, Valenciennes, Saint-Quentin vers Laon, repos dans cette région à partir du 1er août.
- 8 - 10 août : mise en alerte, transport par bus par Chauny, Noyon, Roye pour atteindre la région de Damery[2].
- 10 août - 1er septembre : engagée dans la bataille de l'Ailette, repli successif devant la pression des troupes alliées par Parvillers-le-Quesnoy, Damery, Fresnoy-en-Chaussée, Crémery pour atteindre la rive gauche du canal de la Somme.
- 2 - 18 septembre : relevée par la 25e division de réserve[2], repos dans la région de Maretz.
- 18 septembre - 1er octobre : mouvement vers le front, contre-attaque de la division vers Bonyon. Engagée successivement vers les villages de Hargicourt, Villeret et Le Catelet.
- 1er- 5 octobre : retrait du front, repos.
- 5 - 9 octobre : mouvement vers le front dans le secteur de Gouy.
- 9 - 19 octobre : retrait du front, réorganisation et repos dans la région de Maubeuge.
- 19 octobre - 11 novembre : mouvement vers le front, occupation d'un secteur à l'ouest de Catillon-sur-Sambre, puis vers Ors. Le 6 novembre, combat dans la région de Maroilles, puis occupation d'un secteur vers Limont-Fontaine. Après la signature de l'armistice, la division est transférée en Allemagne et dissoute au cours de l'année 1919.

## Chefs de corps
| Grade                  | Nom                 | Date                              |
| ---------------------- | ------------------- | --------------------------------- |
| General der Infanterie | Ernst Wagner        | 19 mars - 24 mai 1915             |
| Generalleutnant        | Kurt von Ditfurth   | 25 mai 1915 - 8 décembre 1917     |
| Generalmajor           | Ludwig Breßler (de) | 8 décembre 1917 - 8 décembre 1918 |